# Grand Prix ICODER
Le Grand Prix ICODER (Gran Premio ICODER en espagnol) est une course cycliste féminine d'un jour qui se tient tous les ans au Costa Rica. Créée en 2018, elle fait partie du Calendrier international féminin UCI, en classe 2.1.

## Palmarès
| Année | Vainqueur         | Deuxième       | Troisième      |
| ----- | ----------------- | -------------- | -------------- |
| 2018  | María José Vargas | Jennifer Cesar | Marcela Prieto |